# Dante Alighieri e i delitti della Medusa
Dante Alighieri e i delitti della Medusa è un romanzo di Giulio Leoni pubblicato da Mondadori Editore nel 2000 vincitore del Premio Tedeschi nello stesso anno.
Le vicende narrate nel libro, che ha per protagonista Dante Alighieri, seguono cronologicamente quelle de I delitti del mosaico, uscito nel 2004.

## Trama
Ambientato a Firenze durante il mandato da priore di Dante Alighieri, narra di come il poeta investighi sulla morte della compagna del suo amico Casella, la cantatrice Vana del Moggio. Indagando, Dante scopre che la sera della morte di Vana, a casa di Guido Cavalcanti c'era stato un banchetto, i cui invitati facevano parte del gruppo Dei fedeli, di cui faceva parte anche Dante prima di dedicarsi alla politica. Dante si troverà quindi a indagare sui suoi amici, affrontandoli uno alla volta; alla fine Dante scoprirà il colpevole e lo punirà con l'esilio.

## Edizioni
- Giulio Leoni, Dante Alighieri e i delitti della medusa, Mondadori, Milano 2000